# Николо Фиески
Николо Фиески (на италиански: Niccolò Fieschi; * ок. 1456, Генуа; † 1524, Рим) от фамилията Фиески, е кардинал на католическата църква, от 1516 г. архиепископ на Равена.

## Живот
Той е син на патриция Джакомо Фиески и брат на света Катерина от Генуа.
Николо Фиески става посланик на Република Генуа във Франция. От 1484 г. е епископ на Тулон, от 1485 – на Фрежус и от 1488 – на Агд. На 31 май 1503 г. папа Александър VI го прави кардинал. От 1516 г. той е архиепископ на Равена.